# Mistrz narciarski

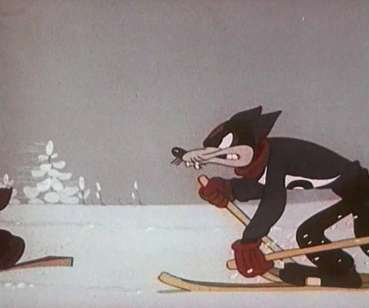
Mistrz narciarski – kadr z filmu.

Mistrz narciarski (ros. Чемпион, Czempion) – radziecki krótkometrażowy film animowany z 1948 roku w reżyserii Aleksandra Iwanowa.

## Fabuła
Dumny i arogancki Wilk – mistrz jazdy na nartach, ignoruje wszystkie treningi i lekceważy swoich przeciwników. W następnym konkursie daje pierwszeństwo nowo wyszkolonym i zmotywowanym zawodnikom. Ku jego zaskoczeniu piesek Bobik zostaje mistrzem, a Borsuk wicemistrzem jazdy na nartach.

## Animatorzy
Tatjana Fiodorowa, Boris Stiepancew, Boris Titow, Faina Jepifanowa, Walentin Łałajanc, Iwan Aksienczuk, Michaił Botow, Lew Pozdniejew, W. Odincow, Dmitrij Biełow, B. Pietin

## Wersja polska
W Polsce film został wydany w serii: Kolorowe filmy rysunkowe obok takich animacji jak Słoń i mrówka, Noc noworoczna, Kim zostanę? i Dzieje jednej obrączki.